# Мехмед Бурханеддин-эфенди (сын Абдул-Меджида I)
Шехзаде Мехмед Бурханеддин-эфенди (осм. شهزادہ محمد برهان الدین; 23 мая 1849, Стамбул, Османская империя  — 4 ноября 1876 , Стамбул, Османская империя) — сын османского султана Абдул-Меджида I и его жены Нюкхетсезы Ханым-эфенди.

## Биография
Мехмед Бурханеддин родился 23 мая 1849 года. Его отцом был султан Абдул-Меджид I. У него был старший родной брат Шехзаде Ахмед и две старшие родные сестры, Алие Султан и Назиме Султан, все из которых умерли младенчестве. Когда Мехмеду был один год, умерла его мать. После этого его усыновила другая супруга отца, Неверсер Ханим, у которой не было собственных детей.
Он был обрезан 9 апреля 1857 года во дворце Долмабахче вместе со своими братьями Мехмедом Решадом (будущий султан Мехмед V), Ахмедом Кемаледдином и Ахмедом Нуреддином.
Став взрослым, он начал жить на вилле в Ускюдаре. Во время правления своего брата Абдул-Хамида II, с которым у него были хорошие отношения, он был среди немногих, кому было разрешено навещать бывшего султана Мурада V, который был заперт во дворце Чыраган, из-за психического заболевания.
Бурханеддин умер от туберкулёза 4 ноября 1876 года, в возрасте двадцати семи лет и был похоронен в мечети Явуза Селима, в Стамбуле. Его брат Абдул Хамид назвал в его честь линкор и одного из своих сыновей. Он также воспитывал сына Мехмеда Бурханнедина.

## Семья
Мехмед Бурханеддин был трижды женат. Имел сына и дочь:
- Местиназ Ханым-эфенди (20 сентября 1851 — 20 апреля 1909),  — Брак был заключён 4 мая 1872 года. Похоронена вместе со своим мужем.
  - Ибрагим Тевфик-эфенди (6 ноября 1874 — 31 декабря 1931), был женат пять раз. Имел семерых детей.[7]
  - Фюлане-султан (1876 — 1890)
- Шадрух Ханым-эфенди (? — 1930) — Брак был заключён в 1873 году.
- Ашкидильбер Ханым-эфенди

Овдовев, Местиназ, Шадрух и Ашкидильбер получили пенсию в размере 10 000 курушей, 2 880 курушей и 4 000 курушей соответственно. В 1909 году пенсия Шадруха и Ашкидилбера была увеличена до 10 000 курушей каждой.